# Guilain Joncheray
 (janvier 2011).
Si vous disposez d'ouvrages ou d'articles de référence ou si vous connaissez des sites web de qualité traitant du thème abordé ici, merci de compléter l'article en donnant les références utiles à sa vérifiabilité et en les liant à la section « Notes et références ».
Guilain Joncheray est un compositeur, réalisateur et producteur de musique français né à Angers le 28 mars 1963.

## Enfance
Il a étudié le piano dès l'âge de 5 ans (formation classique et jazz).

## Années 1980
Au début des années 1985 il part s’installer à Paris. Il rencontre alors les auteurs Étienne Roda-Gil ou Pierre Grosz, cela lui permet d'imposer ses premières aventures discographiques,notamment avec les frères Pastor musiciens lyonnais avec qui il collabore[réf. souhaitée].
Au milieu des années 1980  il est sollicité par la société de production « AQUARIUM »[réf. souhaitée] un studio Parisien avec qui il  produit et réalise des musiques pour la publicité, la télévision et le cinéma.il fait alors la connaissance  de Vline Buggy, qui a créé et dirige  une société d'édition (Céline Music).

## Le succès durant les années 1990
Les années 1990 lui permettent d'obtenir une reconnaissance internationale en réalisant[précision nécessaire] Dao dezi, un album « Celto Technoïde », et en coréalisant Deep Forest, un succès dans 14 pays, disques d’or et de platine[réf. souhaitée], dont les États-Unis, la France et l'Australie où il reçoit une nomination aux Grammy Awards ainsi qu’aux MTV Awards en 1993[réf. souhaitée]. En France il est deux fois nommés aux Victoires de la musique[Quand ?]. Deep Forest a connu récemment un regain de popularité, après avoir été utilisé par Matt Harding dans une série de vidéos amateurs présentés sur Internet[réf. nécessaire].

## Discographie
- 1992 : Deep Forest
- 1994 : World Mix
- 1995 : Dao Dezi

## Récompenses
- Nomination dans la catégorie Best Music Video, pour Sweet Lullaby, MTV Awards, 1993.
- Nomination dans la catégorie Meilleur Groupe, pour Deep Forest, Victoires de la musique, 1993.
- Nomination dans la catégorie Meilleur Album World, pour Deep Forest, Victoires de la musique, 1993.
- Nomination dans la catégorie Best World Album pour Deep Forest, Grammy Awards, 1993.